# Zabbix
Zabbix és un sistema de gestió de xarxes creat per Alexei Vladishev. La seva principal funció és monitorar i rastrejar l'estat de serveis de xarxes i servidors de xarxes. Està escrit en C i la seva interfície web en PHP. Zabbix permet fer controls simples que permeten comprovar la disponibilitat i la capacitat de resposta dels serveis estàndards, com SMTP o HTTP sense necessitat d'instal·lar més programari en el host monitorat. Un agent de Zabbix es pot instal·lar tant un Unix com en Windows per a supervisar les estadístiques, així com les càrregues de CPU, utilització de la xarxa, espai en disc, etc. Com a alternativa a la instal·lació d'un agent, Zabbix, inclou un suport per a monitoratge mitjançant SNMP, TCP i ICMP. Zabbix es distribueix sota els termes de la versió 2 de la GNU General Public License. Zabbix va començar com un projecte de programari intern en el 1998. No és, però, fins al 2001 que fou alliberat al públic sota llicència GPL, es van necessitar tres anys més fins que va sortir la primera versió estable (2004).